# Günninghausen
Günninghausen ist ein wüst gefallener Ort in der Nähe von Winterberg im Hochsauerlandkreis (Nordrhein-Westfalen). Er lag im Quellgebiet des Nuhnetals.

## Geschichte
Die Siedlung bestand aus acht bzw. neun Höfen. Sie lag zwischen Günninghauser Mühle und dem Denzer Hammer. Begrenzt wurde die Mark des Ortes durch den westlich gelegenen Kahlen Asten und den östlich gelegenen Lagerstein. Die älteste urkundliche Erwähnung erfolgte im Jahr 1338. Der Ort soll um 1500 wüst gefallen sein. In der später als Mark Günninghausen zu Winterberg gehörenden Gemarkung waren im Jahr 1553 acht Bürger der Stadt berechtigt. Im Jahr 1665 wurde erstmals ein Markenbuch angelegt, in dem die Namen der Markberechtigten und ihre Güter aufgeschrieben wurden. Dort ist 1669 ein weiteres Gut erwähnt, das den Herren von Meschede in Alme gehörte, aber weit abgelegen von den übrigen „In der Wimpert“ lag. Im Jahr 1913 wurde die damalige Größe der Mark mit 571 Hektar angegeben.